# Comuna Vladivka, Cernihivka
Vladivka (în ucraineană Владівка) este o comună în raionul Cernihivka, regiunea Zaporijjea, Ucraina, formată din satele Stepove și Vladivka (reședința).

## Demografie
Componența lingvistică a comunei Vladivka
     Ucraineană (93,2%)
     Rusă (6,27%)
     Alte limbi (0,44%)
Conform recensământului din 2001, majoritatea populației comunei Vladivka era vorbitoare de ucraineană (93,2%), existând în minoritate și vorbitori de rusă (6,27%).